# Ícone

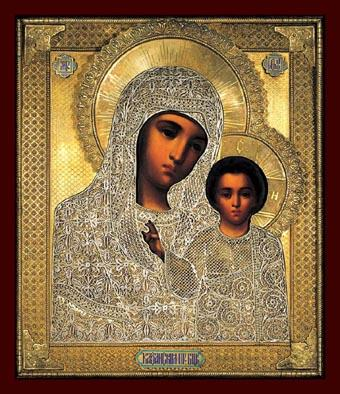
Nossa Senhora com o Menino Jesus, ícone da Rússia

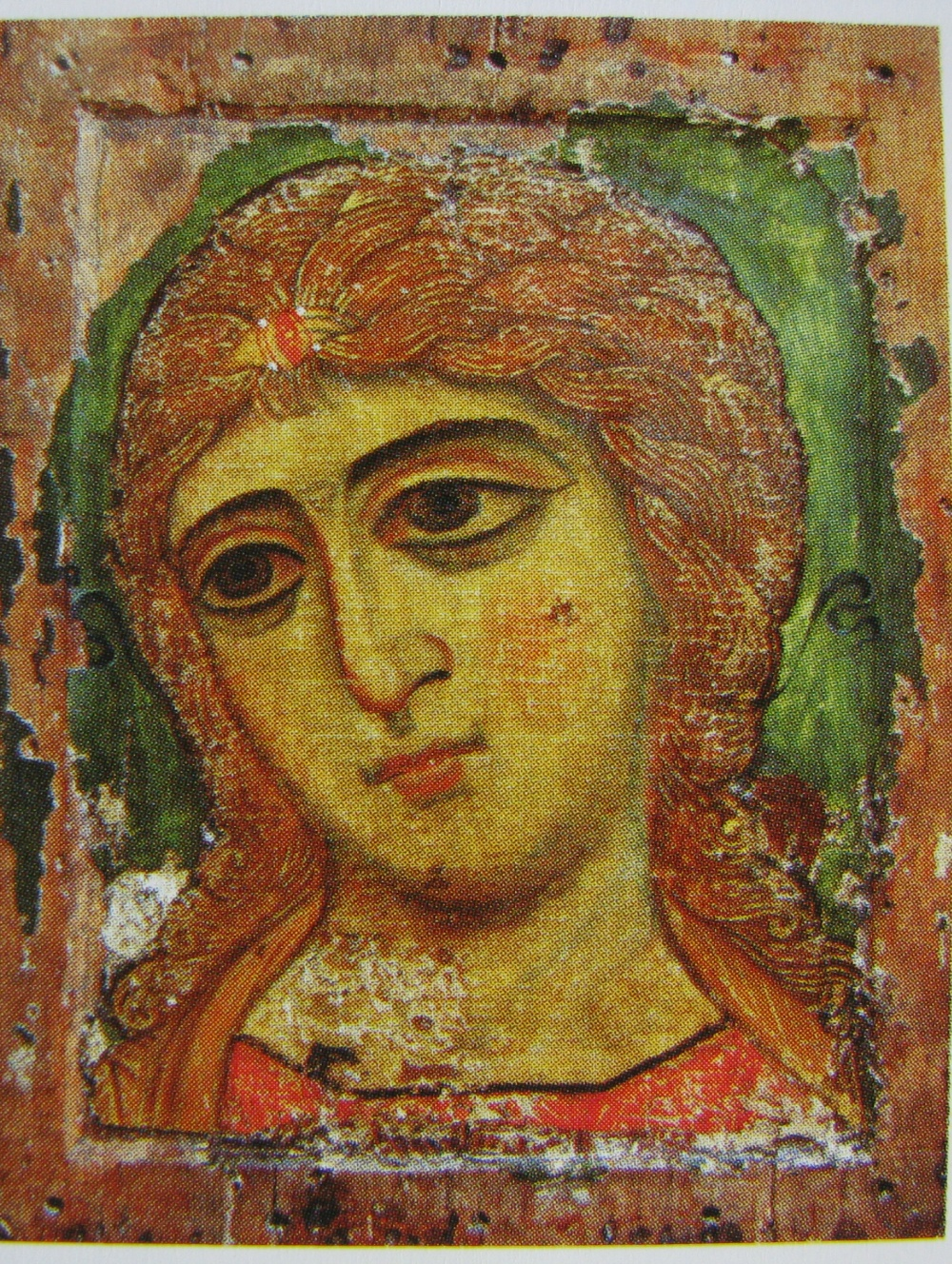
Anjo com Cabelos Dourados, ícone russo, Museu Russo, São Petersburgo

Ícone, termo derivado do grego εἰκών, (eikon, imagem), no campo da arte pictórica religiosa identifica uma representação sacra pintada sobre um painel de madeira. No Ocidente, ícone pode também ser qualquer imagem (seja estátua ou pintura) de representação religiosa, e não pode ser confundida com o ídolo.
O ícone é a representação da mensagem cristã descrita por palavras nos Evangelhos. Se trata de uma criação bizantina do século V, quando da oferta de uma representação da Virgem, atribuída pela tradição a São Lucas. Quando da queda de Constantinopla em 1453, foi a população dos Bálcãs que contribuiu para difundir e incrementar a produção desta representação sacra, sendo na Rússia o local onde assume um significado particular e de grande importância. O simbolismo e a tradição não englobam somente o aspecto pictórico, mas também aquele relativo à preparação espiritual e aos materiais utilizados.
O maior pintor russo de ícones foi Andrei Rublev.

## Origem dos ícones
As imagens sempre foram muito defendidas pela Igreja, como sendo a "bíblia dos que não sabem ler". São João Damasceno foi um dos maiores iconófilos de todos os tempos, que defendia o culto aos ícones, no século VIII. As primeiras pinturas sacras cristãs surgiram no século II, como mostram as catacumbas de Santa Priscila em Roma. Provavelmente, os cristãos incorporaram dos judeus, a arte da pintura mural e mosaicos, já que na época que o Cristianismo estava se formando, muitas sinagogas judias como a Sinagoga de Dura Europo e Beth-Alpha, começaram a utilizá-los.

### No judaísmo
Segundo a Bíblia, os ícones e imagens de escultura eram fabricados pelos judeus. Fabricavam muitos anjos e leões. Na arca da aliança, fizeram a imagem de dois querubins (Êxodo 25,18-22; Êxodo 37,7-9); O templo de Salomão, era cheio de ícones, principalmente de esculturas  (1 Reis 6,23-35;1 Reis 7,29;1 Reis 7,36; 1 Reis 10,18-20;1 Reis 7,23-26;1 Reis 7,31;2 Crônicas 3,7; 2 Crônicas 3,10-13; 2 Crônicas 4,2-4); Deus mandou Moisés fez uma imagem sagrada para o judaísmo, que quando o judeu olhava para ela se curava (Números 21,4-9) e o próprio Jesus se comparava com tal imagem (João 3,14-15). Também, no templo profetizado por Ezequiel, que foi provavelmente o Segundo Templo, também possuía imagens (Ezequiel 41,17-20). Deus também mandou os judeus fazerem vários outros tipos, de imagens, não só as de escultura, mas também as bordadas (2 Crônicas 3,14; Êxodo 26,1; Êxodo 26,31; Êxodo 36,8; Êxodo 36,35).

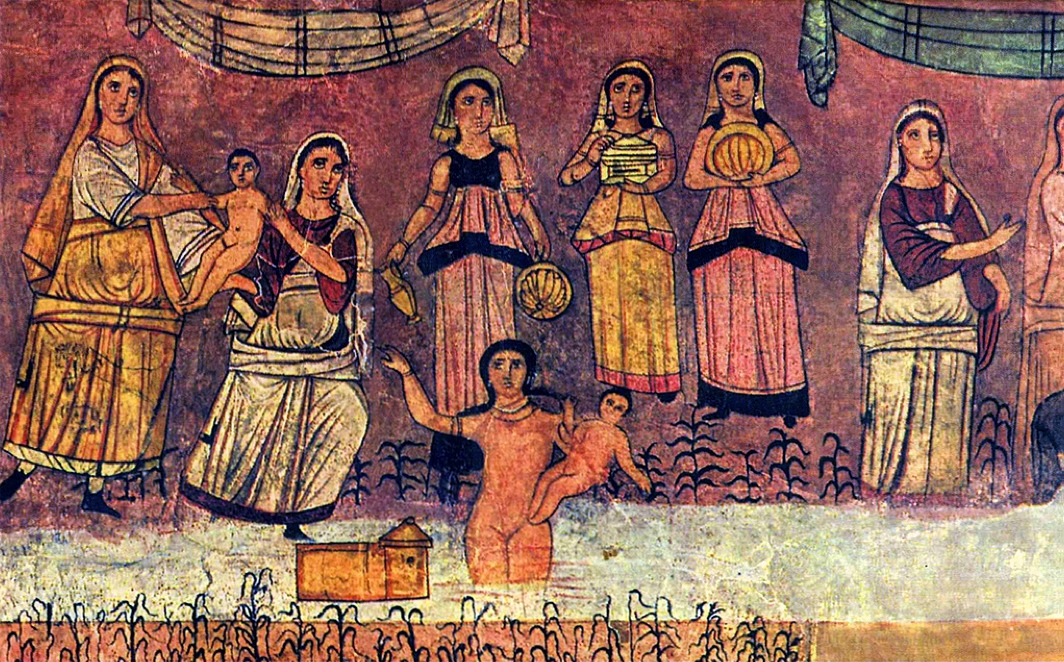

Também, é sabido que os judeus se ajoelhavam para a arca que continha imagens (Josué 7,5-6), e faziam procissões com ela (Josué 6,4; Números 10,33-34; Josué 3,3; Josué 6,4; Josué 6,9). Isso tudo, contribuiu para que os judeus dessem essas ideias para os cristãos.
Sinagogas que regulam com o período do Cristianismo Primitivo, como: Bet-Alfa, Gérasa, Naara e a famosa sinagoga de Dura-Êuropos, são exemplos de sinagogas repletas de pinturas e mosaicos. O Dr. Jodi Magnees, da North Carolina University (EUA), em parceria com arqueólogos da Israel Antiquities Authority (Autoridade de Antiguidades de Israel), achou uma sinagoga do período 4 a.C ou 11 a.C., com um mosaico, de uma representação de Sansão, mostrando que os judeus faziam imagens, principalmente pinturas.
Provavelmente eles 'doaram' este costume para o Cristianismo da época, que 'doou' para os cristãos atuais.

### No Cristianismo Primitivo
Os cristãos quase sempre veneraram as imagens. Eusébio de Cesareia, relata, que desde antes do seu século (século IV), os cristãos já veneravam as imagens, embora ele, particularmente, fosse contra. As catacumbas eram repletas de representações de cenas bíblicas, como é o Caso da pintura da Virgem e do Menino, datada da segunda metade do século II. Santo Agostinho, um dos maiores cristãos e pais primitivos falou sobre o assunto:

“Mas no que diz respeito a imagens e estátuas, e outras obras deste tipo, que servem como representações das coisas, ninguém comete um erro, especialmente se eles são feitas por artistas qualificados, mas cada um, assim que vê as semelhanças, reconhece as coisas que são de semelhanças” (Doutrina Cristã livro II, Capítulo 25)

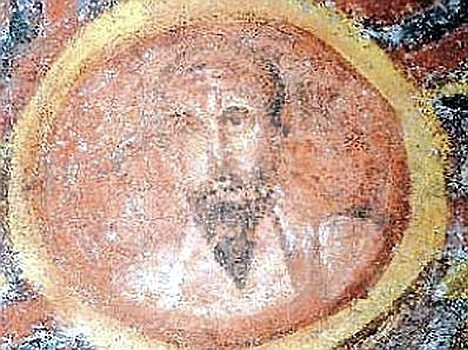

Também vê com naturalidade as imagens, e reconhece que em Roma são veneradas imagens:
“Pois, quando eles inventaram em suas mentes representar Cristo tendo escrito de tal estirpe como esta aos Seus discípulos, eles se lembraram daqueles de Seus seguidores que poderiam ser melhores tomadas por pessoas a quem poderia mais facilmente ser crido como tendo sido escrito por Cristo, quanto os indivíduos que haviam mantido por ele em termos mais familiares de amizade. E assim Pedro e Paulo lhes ocorreu, eu acredito que, só porque em muitos lugares tiveram a chance de ver esses dois apóstolos representados em imagens ambos em companhia com Ele. Pois Roma, de uma maneira especialmente honrada e solene, elogia os méritos de Pedro e de Paulo, por este motivo, entre outros, a saber,  sofreram [martírio] no mesmo dia.”(Harmonia dos Evangelhos Livro I, Capítulo X)
Atanásio de Alexandria (296-373) foi bispo de Alexandria e o mais proeminente teólogo do século IV. São João Damasceno preserva uma citação onde Atanásio mostra de forma clara o mesmo argumento que o atual catecismo da Igreja católica nos trás:
“Nós, que somos fiéis, não adoramos imagens como deuses, como os pagãos fizeram - Deus me livre - mas nós marcamos nosso amor desejando somente ver o rosto da pessoa representada na imagem. Assim, quando ela for destruída, estamos acostumados a jogar a imagem como madeira no fogo. Jacó, quando estava para morrer, adorou no cajado  de José [Gênesis LXX 47, 31], não honrando o cajado, mas seu dono. Da mesma forma que queremos cumprimentar as imagens, assim como gostaríamos de abraçar as nossas crianças e os pais para mostrar o nosso carinho.”(Cem Capítulos Dirigidos a Antíoco, o prefeito, segundo Pergunta e Resposta -. Cap. XXXVIII).
Também lembra:
“O Filho sendo da mesma substância do Pai, Ele pode justamente dizer que ele tem o que o Pai tem. Por isso, foi adequado e apropriado que, após as palavras “Eu e o Pai somos um” (Jo 10, 30), ele acrescentar, “Crede-me: estou no Pai, e o Pai em mim. Crede-o ao menos por causa destas obras.”. (Jo 14, 11) Ele já havia dito a mesma coisa. “Quem Me vê, vê o Pai”. (Jo 14, 9).  Há uma e a mesma mente nestas três palavras. Saber que o Pai e o Filho são um, é saber que ele está no Pai e o Pai está no Filho. A divindade do Filho é a divindade do Pai. O homem que recebe este entende “que aquele que vê o Filho, vê o Pai”. Pois a divindade do Pai é vista no Filho. Isto será mais fácil de entender a partir do exemplo da imagem do rei que mostra a sua forma e semelhança. O rei é a semelhança de sua imagem. A semelhança do rei está indelevelmente impressa na imagem, de modo que qualquer um olhando para a imagem vê o rei, e mais uma vez, qualquer um olhando para o rei reconhece que a imagem é a sua semelhança. Sendo uma imagem indelével, a imagem pode responder a um homem, que manifesta o desejo de ver o rei depois de contemplá-lo, dizendo: “O rei e eu somos um. Eu estou nele e ele em mim. O que você vê em mim você vê nele, e o homem que olha para ele olha para o mesmo em mim.” Ele, que venera a imagem, venera o rei nela. A imagem é a sua forma e semelhança.” (Santo Atanásio, Contra os arianos - Livro III.)
Basílio Magno (329-379), também nos lembra, o culto cristão às imagens:
“Confesso a aparência do Filho de Deus na carne, e a santa Maria como a mãe de Deus, que deu à luz segundo a carne. E eu recebo também os santos apóstolos e profetas e mártires. Suas semelhanças eu reverencio e beijo com homenagem, pois elas são transmitidas dos santos apóstolos e não são proibidas, mas, pelo contrário, pintadas em todas as nossas igrejas.” (Epístola 360).
São Jerônimo também descreve sobre as imagens dos Apóstolos como ornamentos bem conhecidos das igrejas (In Ionam, IV).
Por fim, quem mostra que os cristãos sempre veneraram os ícones é São Gregório Magno (540-604):
"Soubemos, irmão, que tendo observado algumas pessoas adorando imagens, haveis destruído e expulso essas imagens das igrejas. Vos louvamos por vós terdes mostrado zeloso já que nada feito de mãos deve ser adorado, porém somos da opinião que não devíeis ter quebrado estas imagens. A razão pela qual se usam as representações nas igrejas é a de que aqueles que são iletrados possam ler nas paredes o que não podem ler nos livros. Portanto, irmão, devíeis tê-las conservado, proibindo ao mesmo tempo ao povo que as adorasse." (Epístola 7,2:3).

## Características gerais

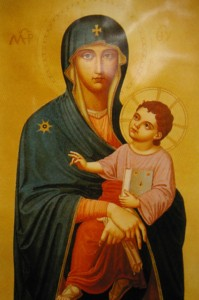
Nossa Senhora das Neves

O ícone era pintado sobre um painel de madeira, geralmente larice ou abeto. Sobre a superfície aplainada era feito o desenho e começava-se a pintura pela aplicação do dourado, geralmente nas bordas, detalhes das roupas, fundo e resplendores ou coroas. Então se pintavam as roupas, construções e a paisagem de fundo. A última etapa era a aplicação do branco puro na face e mãos. O efeito tridimensional era alcançado misturando ocre ao branco e aplicando essa tinta mais escura nas maçãs do rosto, nariz e testa. Uma fina camada de verniz avermelhado dava o sutil acabamento final a lábios, face e ponta do nariz. Um verniz marrom era usado no cabelo, barbas e detalhes dos olhos.
A produção de ícones religiosos era considerada uma arte nobre, que necessitava grande preparação técnica e espiritual. O pintor precisava se purificar de corpo e alma para conseguir a perfeição, achava-se que o divino operava pela mão do pintor, então era inoportuno assinar a obra.

## O simbolismo das cores e letras
Como na maioria das representações sacras, a cor no ícone assume uma importância fundamental para expressar a intenção do pintor. O azul é a cor da transcendência, mistério divino. O vermelho, sem dúvida a cor mais viva presente nos ícones, é a cor do humano e do sangue dos mártires. O verde é usado como símbolo da natureza, da fertilidade e da abundância. O marrom simboliza o terrestre, o humilde e pobre, branco é a harmonia, a paz, a cor do divino que representa a luz que se avizinha e o preto, decepção e tristeza.
Muitos ícones trazem a inscrição ICXC, forma grega abreviada de Cristo. Também Ø O N, significando ‘’aquele que é’’, aparece no halo cruciforme. Maria é frequentemente identificada com MP OY, mãe de Deus.
A compreensão do significado do ícone pode ser difícil para a ótica da cultura ocidental. Como a pintura impressionista e a arte abstrata, são representações de emoções, de características que não podem ser estabelecidas pelo cânone. Para um artista deste gênero, a luz é uma manifestação divina, não existe o meio tom. Daí a abundância do dourado: a luz é divina.

## História
Após a legalização do cristianismo pelo imperador Constantino e sua posterior adoção como religião oficial do império por Teodósio I, a arte cristã começou a mudar, não somente em qualidade e sofisticação, como também em natureza, pois os cristãos ficaram pela primeira vez livres para exprimir a sua fé sem as restrições judaicas dos primeiros tempos ou das religiões pagãs do império, que os perseguiram. Pinturas de mártires e seus feitos começaram a aparecer, e a habilidade de imitar a vida causou efeitos duradouros nos novos senhores da fé imperial. É dessa época a primeira representação mencionada da mãe de Jesus, em cerca de 460, quando a esposa de Teodósio II enviou uma imagem da Mãe de Deus de Jerusalém, supostamente pintada por São Lucas.

São Miguel, Museu Cristão e Bizantino, Atenas

Os ícones mais antigos, como os preservados no Mosteiro Ortodoxo de Santa Catarina, são de aparência realista, em contraste com a estilização posterior.

### Período iconoclasta e posterior restauração
No século VIII, as autoridades do Império Bizantino mudaram totalmente o uso dos ícones, e uma proibição pelo imperador Leão III, o Isauro e seu filho Constantino V durou muitos anos, o chamado período iconoclasta, até ser revogada por um concílio e ser restaurado pela Imperatriz Teodora. Restaurou-se e ampliou a veneração.
Não existem muitos representantes da iconografia de Constantinopla, pelas destruições sistemáticas, sejam pelos iconoclastas, pelas cruzadas ou pelos muçulmanos que tomaram a cidade. Mas não restam dúvidas que foi a partir do século XII que o culto e a produção de ícones se tornaram regra no império, recebendo os melhores e mais ricos materiais e sendo introduzidos nas práticas eclesiásticas. O estilo se tornou severo, hierárquico e distante.

### Após a queda de Constantinopla
Ao fim do Império Bizantino em 1453, fugindo da invasão muçulmana, a tradição das pinturas foi levada para as regiões previamente influenciadas por Constantinopla: Veneza no ocidente, os Bálcãs e a Rússia ao norte e os restos da cultura que falava grego, principalmente de Creta.
Em Veneza, onde se fundou uma Escola de São Lucas, um tipo de guilda de pintores de influência bizantina, existem referências a encomendas de pinturas no modelo bizantino, e no restante da Itália, pronta para o apogeu do Renascimento, essa influência foi logo superada por Tiziano, Leonardo, Mantegna e outros mestres que levaram a pintura a outro patamar.
Creta especializou-se na pintura de painéis, facilmente transportáveis, dentro da iconografia da igreja ortodoxa. Desenvolveram habilidade em vários estilos, para agradar a vários patrões, e mantiveram a atividade até ceder aos turcos.
Mas foi com certeza na Rússia que o ícone se tornou um objeto de importância ímpar, venerado em igrejas, mosteiros e residências, que costumavam ter vários ícones numa parede ou canto, chamado ‘’krasny ugol’’. Existe um rico e elaborado simbolismo religioso associado aos ícones. Nas igrejas russas, a nave é separada do sanctus por uma parede de ícones chamada ikonostas.
A confecção e o uso de ícones entraram na Rússia por Kiev, a seguir à sua conversão ao cristianismo ortodoxo em 988. Como regra geral, estes ícones seguem estritos modelos e fórmulas consagrados pelo uso, alguns originados em Constantinopla. Com o passar do tempo, os russos alargaram o vocabulário de tipos e estilos.

## Artistas medievais
- Andrei Rublev
- Daniil Chyorny
- Prokhor
- Teófanes, o Cretense
- Teófanes, o Grego
- Toros Roslin